# Guchi (musicienne)
Ugochi Lydia Onuoha, connue sous le nom de Guchi, née en 1996 ou 1997, est une chanteuse afropop nigériane.

## Biographie

### Origines et études
Guchi naît en 1996 ou 1997 à Kaduna dans l'État de Kaduna mais grandit dans la capitale Abuja,. Elle commence à chanter dans la chorale de son église et cite Michael Jackson, un favori de son père comme l'une de ses influences. Elle commence sa formation académique à l'Université d'État d'Edo. Après avoir déménagé en  avril 2019 à Lagos, elle s'inscrit à l'université de Lagos pour y étudier le théâtre et les arts médiatiques à temps partiel,.

### Carrière
Guchi fait de l'Afropop, du dance hall et du high-life et commence sa carrière professionnelle en 2012.
Son premier single intitulé No Be Jazzy,  sort en avril 2019. Après qu'elle a signé avec PG Records Entertainment, elle sort Addicted plus tard dans l'année, suivi de Closer et en octobre 2020, un EP de 5 titres comprenant la chanson,  I Am Guchi.  En février 2021, elle sort Jennifer qui inspire un défi viral sur TikTok et le réédite en juin 2021 dans une version remixée avec le chanteur tanzanien Rayvanny.  En octobre 2021, Benzema, titré pour le footballeur français Karim Benzema, débute à la troisième place du Billboard Top Triller Global Chart. En 2022, elle participe à Sweet de Rayvanny et sort en mars Shattered,,.
En janvier 2020, elle devient ambassadrice pour deux ans de l'Agence nationale de lutte contre la drogue,.

## Discographie

### Singles
- 2019 : No Be Jazzy[6], Addicted
- 2021 : Jennifer, Benzema[8]
- 2022 : Shattered[5],[4],[9]

### EP
- 2020 : Closer